# چاه اسماعیل پرداخته
چاه اسماعیل پرداخته یا چاه حوت عبدالعزیز روستایی در دهستان پیشین بخش پیشین شهرستان راسک استان سیستان و بلوچستان ایران است.

## جمعیت
بر پایه سرشماری عمومی نفوس و مسکن در سال ۱۳۹۵ جمعیت این روستا ۲۳ نفر (۵خانوار) بوده‌است.